# Jury (Mosela)
Jury é uma comuna francesa na região administrativa de Grande Leste, no departamento de Moselle. Estende-se por uma área de 3,17 km². Em 2010 a comuna tinha 1 148 habitantes (densidade: 362,1 hab./km²).